# Матам (област)
Матам е една от 11-те области на Сенегал. Разположена е в североизточната част на страната и граничи с Мавритания и Мали. Столицата на областта е град Матам. Площта ѝ е 29 445 км², а населението е 562 539 души (по преброяване от 2013 г.). Разделена е на 3 департамента.